# Badótanya
Badótanya (Бадів) település Ukrajnában, Kárpátalján, a Beregszászi járásban. Társközségeivel: Nagybakossal, Kisbakossal, Bátyúval és Danilovkával együtt alkot közös közigazgatási egységet.

## Fekvése
Beregszásztól északnyugatra fekvő település.

## Története
A környéken a huszadik századig – Bátyú kivételével – jelentősebb település nem volt. A térség a Lónyai család uradalmához tartozott, kisebb – a majorságokon lévő – tanyák jelentik a mai települések elődjeit.
A legtöbb települést a csehszlovák korszakban alapították. Ekkor ugyanis a magyar nagybirtokok felszámolásával a csehszlovák állam telepeseket költöztetett ide.
1938–44 között visszakerült Magyarországhoz.
1945-ben Szovjetunióhoz csatolták a települést. 1991 óta Ukrajnához tartozik.

## Népessége
A 2001-es népszámlálási adatok szerint 546 lakójából 4 magyar, 542 egyéb volt.

## Nevezetességek
- Ortodox temploma